# Родина — Народная воля — СЕПР
Фракция «Родина» — народная воля — фракция в Государственной Думе России. Название — «Родина (Народная воля — СЕПР)»
Фракция создана в январе 2005 года на базе партии Народная воля — в результате раскола фракции «Родина». На выборах в Госдуму 4 созыва Родина — Партия Российских регионов, Народная воля, Социалистическая единая партия России получила 9 % голосов. Члены партии «Народная воля» не согласились с авторитарным курсом Д. Рогозина и его союзом с «оранжевыми революционерами» из Социалистической партии Украины. Лидером фракции изначально был избран Сергей Бабурин.
На апрель 2007 во фракции состоит 9 депутатов.
- Состав фракции на сайте ГД ФС РФ